# Jean Grémillon
Jean Grémillon (Bayeux, 3 ottobre 1901 – Parigi, 25 novembre 1959) è stato un regista francese.

## Biografia
Grémillon entrò nel cinema nel 1923 con la realizzazione di un documentario, La cathedrale de Chartres (La cattedrale di Chartres) al quale faranno seguito tanti altri.
I suoi primi film a soggetto, come Maldone del 1927 e Gardiens de phare (Guardiani del faro) del 1929 scritto da Jacques Feyder, risentiranno della sua prima esperienza. In La petite Lise, il suo primo film parlato, che risale al 1930, Grémillon sfrutta la sua conoscenza della musica per ottenere effetti sonori davvero sorprendenti.
La sua opera più importante, L'étrange Monsieur Victor (Lo strano Monsieur Victor) (1932) risale al periodo d'anteguerra, ma la sua fama è legata a un gruppo di film che vennero realizzati nel periodo bellico: Remorques (Tempesta), del 1941 per cui si avvalse della  collaborazione di Jacques Prévert che ne scrisse la sceneggiatura; Lumière d'été (Luce d'estate) del 1942, un film di aspra critica sociale che ricorda La règle du jeu di Jean Renoir; Le ciel est à vous (Il cielo è vostro) del 1944 e Le six juin à l'aube (Il 6 giugno all'alba) del 1945, un mediometraggio sullo sbarco in Normandia.
Il suo ultimo film a soggetto, L'amour d'une femme (L'amore di una donna) fu girato nel 1953, ma in seguito il regista ritornò al documentario con Astrologie (Astrologia) del 1953 e La maison des images (La casa delle immagini) nel 1956.

## Filmografia

### Regista

#### Cortometraggi
- Chartres  (1923)
- Cortometraggi industriali (1924-1926)
- Pour un sou d'amour (1932)
- Le petit babouin (1932)
- Gonzague o l'accordeur (1933)
- Le six juin à l'aube (1946)
- L'Apocalypse de Saint Sèvres (1949)
- Les désastres de la guerre (1949), co-regista Pierre Kast, su Goya
- Les charmes de l'existence (1949), co-regia Pierre Kast
- Caf' Conc'  (1951)
- Alchimie (1951)
- Au coeur de l'Île-de-France (1953)
- La maison aux images (1955)
- Hautelice (1956)
- André Masson et les quatre éléments (1958)

#### Mediometraggi
- Tour au large (1927)
- Gratuites (1927)
- Bobs (1927)

#### Lungometraggi
- Maldone (1928)
- Gardiens de phare (1929)
- La petite Lise (1930)
- Daïnah la métisse (1932)
- La Dolorosa (1933), Direttore di Produzione Luis Buñuel
- Centinela Alerta! (1935), Direttore di Produzione Luis Buñuel
- Valse royale, versione francese di Koniswarltz (1935)
- Pattes de mouches (1936)
- Gueule d'amour (1937)
- L'étrange monsieur Victor (1938)
- Tempesta  (1941)
- Lumière d'été  (1943)
- Le ciel est à vous (1944)
- Pattes blanches (1948)
- L'Étrange Madame X (Maternità proibita) (1950)
- L'amour d'une femme (L'amore di una donna) (1953)